# Akira Kaji
Akira Kaji (n. 13 ianuarie 1980) este un fotbalist japonez.

## Statistici
| Japonia | Japonia | Japonia |
| An      | Meciuri | Goluri  |
| ------- | ------- | ------- |
| 2003    | 1       | 0       |
| 2004    | 20      | 0       |
| 2005    | 14      | 1       |
| 2006    | 14      | 0       |
| 2007    | 11      | 1       |
| 2008    | 4       | 0       |
| Total   | 64      | 2       |